# Per Egon Gummeson
Per Egon Sanfrid Gummeson, folkbokförd Gummesson, född 24 mars 1893 i Borrby församling, Kristianstads län, död 29 augusti 1985 i Vikens församling i dåvarande Malmöhus län, var en svensk bergsingenjör och företagsledare.
Gummeson tog gymnasieingenjörsexamen 1913 vid Tekniska elementarskolan i Malmö och tog examen 1917 vid Kungliga Tekniska högskolan. Han anställdes vid Höganäs-Billesholms AB där han 1930 blev överingenjör och 1935–1960 var verkställande direktör.
Gummeson invaldes 1938 som ledamot av Ingenjörsvetenskapsakademien (IVA).